# Quitman County (Mississippi)
Quitman County is een county in de Amerikaanse staat Mississippi.
De county heeft een landoppervlakte van 1.049 km² en telt 10.117 inwoners (volkstelling 2000). De hoofdplaats is Marks.

## Bevolkingsontwikkeling

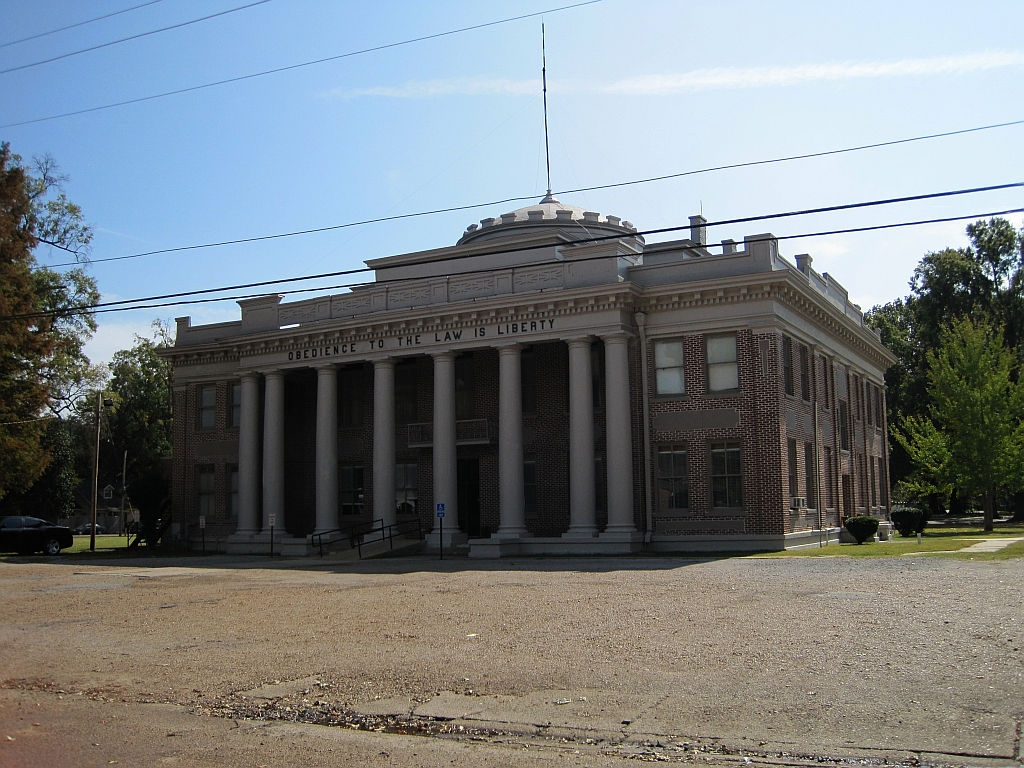
Courthouse